# Scott Bairstow
Scott Hamilton Bairstow (Steinbach, 23 aprile 1970) è un attore canadese.

## Biografia

### Carriera
Figlio di Diane e Douglas Bairstow, musicisti professionisti di musica classica, è apparso per la prima volta in televisione all'età di 10 anni, in uno show televisivo.
All'età di 17 anni si è trasferito a New York. 
Nel 1993 ha avuto uno dei ruoli principali nel film per la televisione Quel bambino è mio! , successivamente ha interpretato La leggenda di Zanna Bianca nel 1994, L'uomo del giorno dopo nel 1997. Dello stesso anno è Wild America (con altri giovani attori di talento quali Devon Sawa e Jonathan Taylor Thomas), inoltre ha affiancato Jonathan Jackson nel film Tuck Everlasting - Vivere per sempre (2002).

### Vita privata
Bairstow è stato sposato con Marty Rich dal 1994 al 2000, da cui ha avuto due figli: Casey William (1995) e Dalton (1998).

## Filmografia parziale
- Let's Go (1980 - 1984)
- Quel bambino è mio! (There Was a Little Boy) (1993)
- X-Files (The X Files) - serie TV, episodio 1x18 (1994)
- La leggenda di Zanna Bianca (White Fang 2: Myth of the White Wolf), regia di Ken Olin (1994)
- Colomba solitaria (Lonesome Dove: The Series) (1994 - 1995)
- Colomba solitaria (Lonesome Dove: The Outlaw Years) (1995 - 1996)
- Black Circle Boys (1997)
- L'ultima lezione del professor Griffin (Killing Mr. Griffin), regia di Jack Bender (1997)
- Wild America (1997)
- L'uomo del giorno dopo (The Postman), regia di Kevin Costner (1997)
- Delivered (Death by Pizza) (1998)
- La libertà è in Texas (Two for Texas) (1998)
- Cinque in famiglia (Party of Five) - serie TV (1998 - 2000)
- Le onde della vita (To live for), regia di Michael Schultz – film TV (1999)
- Harsh Realm (1999 - 2000)
- Silicon Follies (2001)
- Semper Fi (2001)
- Wolf Lake - serie TV, 3 episodi (2001 - 2002)
- Dead in the Water (2002)
- Vizi mortali (New Best Friend) (2002)
- Breaking News (serie televisiva) (2002)
- Tuck Everlasting - Vivere per sempre (Tuck Everlasting), regia di Jay Russell (2002)
- The Twilight Zone - serie TV, episodio 1x18 (2002)
- Il tocco di un angelo (Touched by an Angel) - serie TV, episodi 9x21-9x22 (2003)
- The Bone Snatcher - Cacciatore di Ossa (The Bone Snatcher), regia di Jason Wulfsohn (2003)
- Android Apocalypse - La rivolta degli androidi (Android Apocalypse), regia di Paul Ziller (2006)

## Doppiatori italiani
Nelle versioni in italiano delle opere in cui ha recitato, Scott Bairstow è stato doppiato da:
- Alessandro Quarta in Cinque in famiglia, Tuck Everlasting - Vivere per sempre
- Oreste Baldini in X-Files
- Teo Bellia in Harsh Realm
- Daniele Barcaroli in The Bone Snatcher
- Corrado Conforti in Vizi mortali
- Riccardo Rossi in La leggenda di Zanna Bianca